# راؤول هيلبرغ
راؤول هيلبرغ (بالألمانية: Raul Hilberg)‏ (و. 1926 – 2007 م) هو مؤرخ، وعالم سياسة، وكاتب، وكاتب غير روائي أمريكي، ولد في فيينا، وكان عضوًا في الأكاديمية الأمريكية للفنون والعلوم، توفي في ويليستون، عن عمر يناهز 81 عاماً، بسبب سرطان الرئة.

## التعليم
تعلم في جامعة كولومبيا، وكلية بروكلين.

## جوائز
حصل على جوائز منها:
- جائزة أخوة شول [الإنجليزية]‏ (2002)
- جائزة أنسفيلد - وولف  [لغات أخرى]‏ (1968)
- صليب القائد لنيشان استحقاق جمهورية ألمانيا الاتحادية
- دكتوراه فخرية.[7]

## وصلات خارجية
- راؤول هيلبرغ على موقع IMDb (الإنجليزية)
- راؤول هيلبرغ على موقع مونزينجر (الألمانية)
- راؤول هيلبرغ في قاعدة بيانات الأفلام على الإنترنت